# جيك كروفورد
جيك كروفورد (بالإنجليزية: Jake Crawford)‏ هو لاعب كرة قاعدة أمريكي، ولد في 20 مارس 1928 في كامبل في الولايات المتحدة، وتوفي في 21 أكتوبر 2008 في فورت وورث في الولايات المتحدة.